# Hypericum austroyunnanicum
Hypericum austroyunnanicum är en johannesörtsväxtart som beskrevs av L. H. Wu och D. P. Yang. Hypericum austroyunnanicum ingår i släktet johannesörter, och familjen johannesörtsväxter. Inga underarter finns listade i Catalogue of Life.